# Кутоново
Куто́ново (рос. Кутоново) — село у складі Прокоп'євського округу Кемеровської області, Росія.

## Населення
Населення — 223 особи (2010; 342 у 2002).
Національний склад (станом на 2002 рік):
- росіяни — 94 %